# Dress You Up
«Dress You Up» — песня американской певицы Мадонны с её второго студийного альбома Like a Virgin (1984).
Также песня была издана отдельным синглом. (Это был последний, пятый сингл с того альбома, после «Like a Virgin», «Material Girl», «Angel» и «Into the Groove».)